# Benjamín Jowett

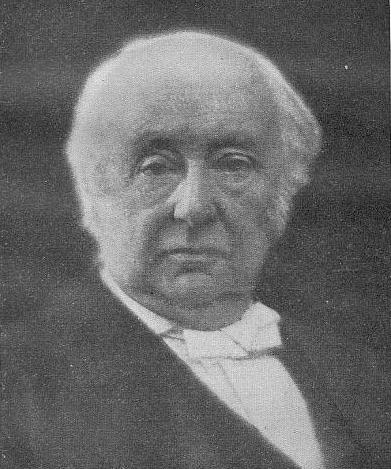
Benjamin Jowett

Benjamín Jowett (n. Londres, 15 de abril de 1817 - f. 1 de octubre del año 1893) fue un educador, traductor, teólogo y erudito británico.

## Vida
Nació en Camberwell en una familia perteneciente a la Iglesia de Inglaterra. A los 12 años ingresó en el Saint Paul's School y a los 19 obtuvo una beca de estudios para poder estudiar en el Balliol College de la Universidad de Oxford. En el año 1839 se graduó con las mejores calificaciones. Su graduación se efectuó durante la eclosión del Movimiento Tractario de Oxford. La amistad con William George Ward lo llevó en principio en la dirección del Iglesia alta, pero la más perdurable y poderosa influencia la recibió de la escuela Arnold, representada por A.P.Stanley.
Después, Jowett se concentró en la teología. Pasó los veranos de 1845 y 1846 con Stanley en Alemania, y se convirtió en un fervoroso estudioso de la crítica y la especulación alemanas. En esa época le impactaron sobre todo las obras de F.C.Baur. Nunca dejó de ejercer una crítica independiente, y su trabajo sobre San Pablo, publicado en 1855, fue el resultado de una gran y original euridición.

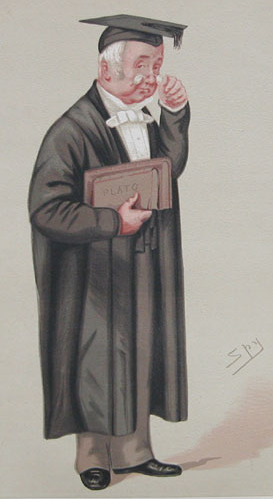
Benjamin Jowett, por Carlo Pellegrini, 1876.

## Catedrático en Oxford
Jowett fue escogido para la Cátedra Regia de Griego en el otoño de 1855 por Lord Palmerston. Jowett había sido un tutor de Balliol y un clérigo desde 1842, y se había dedicado a la enseñanza. Entabló una amistad duradera con sus pupilos predilectos. Distinguía sus habilidades y les enseñó a conocerse a sí mismos. Esto le dio la reputación de el gran tutor.
Ya en 1839 Stanley se había unido a Archibald Campbell Tait, el futuro Arzobispo de Canterbury, en la petición de algunas reformas universitarias. A partir de 1846 Jowett se unió a este movimiento, que en 1848 se difundió entre los más jóvenes e inquietos, hasta que se hizo efectivo en la comisión de 1850 y el acta de 1854.

## Final de su vida y muerte
Las agotadoras tareas de la vicecancillería fueron seguidas de una enfermedad en 1887 que le quitó la esperanza de crear más obras de cierta magnitud. Su producción literaria desde entonces se limitó a comentar "La República", de Platón, y ciertos ensayos sobre Aristóteles que debían servir de acompañamiento a su traducción de la "Política" del mismo autor.
Benjamín Jowett, que nunca se casó, falleció el 1 de octubre del año 1893. Durante su funeral, Portaron su tumba siete directores de universidades y el de la escuela de Eton, todos antiguos alumnos suyos.